# JW Automotive

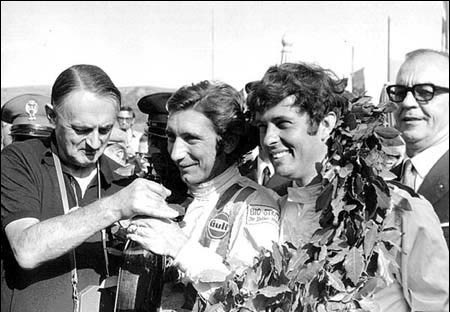
John Wyer (vänster), Jo Siffert och Brian Redman på Targa Florio 1970.

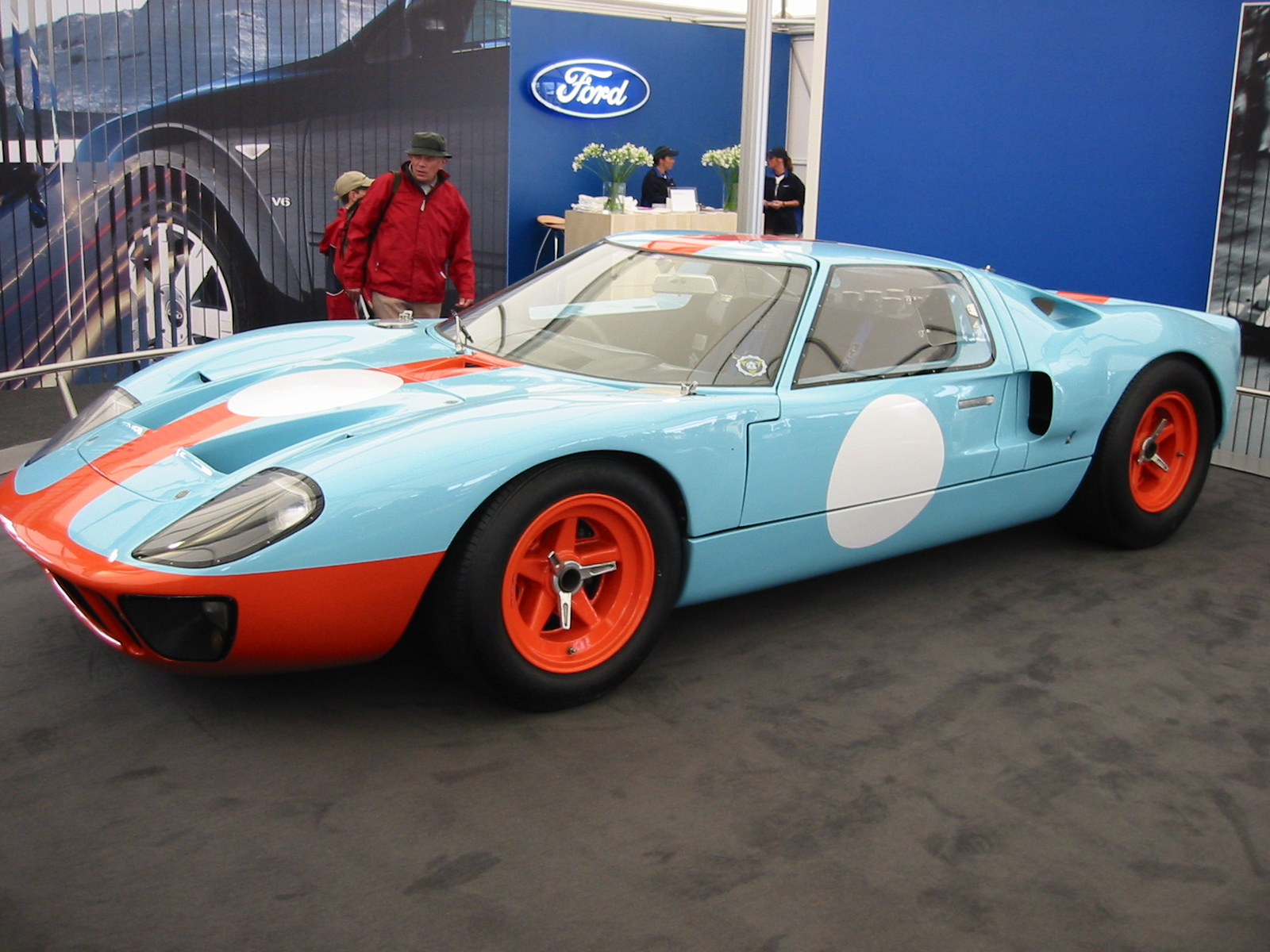
Ford GT40 i Gulf Racing Teams färger.

JW Automotive (förkortat JWA) är ett engelskt sportvagnsracing-stall bildat 1967 av John Wyer tillsammans med John Willment.
Stallet bildades när Ford drog sig ur sportvagnsracingen. Uppbackade av oljebolaget Gulf och Gulf Racing Team med dess svenske PR chef och racingteam manager Jan Olof Böckman byggde JWA en sportvagnsprototyp med Ford-motor, Mirage M-1, som vann Spa 1000 km 1967. Till 1968 ändrades reglementet och motorstorleken för prototyper begränsades till tre liter, medan sportvagnar, byggda i fler än 50 exemplar, (senare ändrat 1969 till 25 exemplar), fick ha femlitersmotorer. Detta passade in på den Ford GT40 som Wyer arbetat med som chef för Ford Advanced Vehicles. Bilen vidareutvecklades nu av JWA och Gulf Racing Team. Stallet vann sportvagns-VM för Ford 1968. Den  4.9 liter stora V8 motorn trimmades nu av den välkända trimfirman Gurney-Weslake i East Sussex, England och med dess högpresterande motorer med topplock i aluminium, ett omfattande arbete för att göra bilen lättare med kolfiberförstärkning i karossen och ett chassi i aluminium, goda väghållning tillsammans med bra prestanda i motor och bromsar och en för den tiden modern aerodynamik blev Ford GT 40 bilen mycket konkurrenskraftig främst på snabba banor. Med JWA uppbackade av Gulf Racing Team som teammanager och sponsor tog den ljusblå och orange Ford GT 40 ytterligare två vinster på Le Mans 1968 och 1969. Den Ford GT 40 med racing och filmhistoria som vann Spa 1000 km 1967 och sedan byggdes om av JWA/Gulf Racing Team till de nya 5 litersreglerna 1968 med chassinummer P/1074 och vann Monza 1000 km 1968 för Gulf Racing Team såldes den 17 augusti 2012 i Pebble Beach, Kalifornien, USA för 11 miljoner dollar eller ca 73 miljoner kronor av bilauktionsfirman RM Auctions. Priset är det högsta hittills för en amerikansk/engelsk bil på auktion. Bilen var med i filmen "Le Mans" 1971 som kamerabil när filmen spelades in med bland annat Steve McQueen som skådespelare, regissör och racerförare och är en av tre bilar som byggdes av JWA/Gulf Racing Team med kaross i förstärkt kolfiber vilket man var först med att använda i racing  och endast en bil finns idag kvar förutom den som såldes på auktion.
Till 1970 bytte JWA tävlingsbil till Porsche 917. JWA och Gulf Racing Team blev Porsches officiella tävlingsteam, Gulf-Porsche Team, och hjälpte till med utvecklingen och tävlandet med de ljusblå och orangea Porsche 917 och Porsche 908. Stallet vann ett flertal tävlingar under 1970 och 1971, dock inte Le Mans men hjälpte Porsche att med god marginal vinna sportvagns-VM 1970 och 1971. 
1972 förbjöds femlitersbilarna och Porsche drog sig ur sportvagns-VM. JWA byggde nya Gulf-Mirage prototyper, med formel 1-motorer från Cosworth. F1-motorn lämpade sig inte för långa sportvagnslopp och krävde omfattande modifieringar. 1975 lyckades JWA vinna ett sista Le Mans-lopp, med Jacky Ickx och Derek Bell bakom ratten. 
Året därpå sålde John Wyer sitt stall och drog sig tillbaka från motorsporten.